# Guillermo Díaz-Plaja
Guillermo Díaz-Plaja (Manresa, 24 maggio 1909 – Barcellona, 27 luglio 1984) è stato un saggista, poeta e critico letterario spagnolo.

## Biografia
Díaz-Plaja fu anche un docente, un pubblicista, un noto conferenziere in Europa e in America, già direttore della Scuola d'arte drammatica di Madrid, per molti decenni svolse una grande e diffusa attività di divulgazione culturale.
Fu autore di numerose opere di critica e di storia letteraria, tra cui Epistolario de Goya (1928); Rubén Dario (1928); Introducción al estudio del Romanticismo español (1935), Premio nazionale di letteratura nel 1942; La poesia lirica española (1937 e 1948); El espiritu del Barroco e La ventata de papel (1940); El engaño a los ojoa (1943); Federico Garcia Lorca (1948); Modernismo frente a Noventa y Ocho (1951); Poesia e realidad (1952); El poema en prosa en España, El reverso de la belleza e Registro de horizontes (1956); Juan Ramón Jiménez en su poesia (1958); Cuestión de limites (1963);La defenestració de Xènius (1967); Crónicas de Indias (1972).
Ha pubblicato inoltre edizioni di opere classiche, testi scolastici e diretto una monumentale Historia de las Literaturas hispánicas (dal 1950).
Alla poesia e prosa ha dedicato Primer cuaderno de sonetos (1941); Carmen granadí (1945); Intimidad, poesía (1946); Cartas de navegar (1949); Vacación de estío (1949); Vencedor de mi muerte (1953), primo premio internazionale di poesia bandito in occasione del Congresso eucaristico di Barcellona.

## Opere

### Critica e storia letteraria
- Epistolario de Goya (1928);
- Rubén Dario (1928);
- Introducción al estudio del Romanticismo español (1935);
- La poesia lirica española (1937 e 1948);
- El espiritu del Barroco e La ventata de papel (1940);
- El engaño a los ojoa (1943);
- Federico Garcia Lorca (1948);
- Modernismo frente a Noventa y Ocho (1951);
- Poesia e realidad (1952);
- El poema en prosa en España, El reverso de la belleza e Registro de horizontes (1956);
- Juan Ramón Jiménez en su poesia (1958);
- Cuestión de limites (1963);
- La defenestració de Xènius (1967);
- Crónicas de Indias (1972).

### Poesia e prosa
- Primer cuaderno de sonetos (1941);
- Carmen granadí (1945);
- Intimidad, poesía (1946);
- Cartas de navegar (1949);
- Vacación de estío (1949);
- Vencedor de mi muerte (1953).